# Phil Read
Phillip William Read, detto Phil (Luton, 1º gennaio 1939 – Canterbury, 6 ottobre 2022), è stato un pilota motociclistico britannico, vincitore di 7 titoli nel motomondiale.

## Carriera
Ammiratore di Geoff Duke, i primi successi che lo fecero conoscere nel mondo del motociclismo vennero ottenuti nelle gare del Manx Grand Prix, la gara che si svolge sull'Isola di Man e che può essere considerata l'alternativa del Tourist Trophy destinata ai piloti privati.
Vicecampione nazionale per la classe 500 nel 1960 alle spalle di Mike Hailwood, l'anno seguente decise di partecipare al motomondiale correndo nella classe 125 con una EMC e utilizzando una Norton nella classe 500 e nella classe 350, proprio in quest'ultima classe ottenne la prima vittoria in un Gran Premio di motociclismo, per la precisione nel Tourist Trophy. Dopo vari cambi di scuderie (Yamaha, Gilera) e di categorie Read tornò al successo nel 1964, anno in cui con la Yamaha divenne campione della classe 250 a seguito di 5 vittorie e 46 punti iridati, e nelle stessa stagione vinse anche il Gran Premio motociclistico dell'Ulster nella classe regina.
Nel motomondiale 1965 bissò il titolo dell'anno precedente nella 250 (sette vittorie ottenute negli Stati Uniti, Germania, Spagna, Francia, Paesi Bassi, Cecoslovacchia e Ulster) e vinse anche una corsa, ancora il Tourist Trophy, nella 125. Ancora nella stagione 1967 il britannico fu secondo nella quarto di litro dopo Hailwood (campione perché poteva vantare una vittoria in più di Read pur a parità di punti) e vicecampione della ottavo di litro con 40 punti, dietro solo al connazionale Bill Ivy.
Nel 1968 gli riuscì l'ambita e tanto cercata doppietta 125-250. Pilota molto esperto e competitivo, vinse un altro titolo mondiale della 250 in sella a una Yamaha nel 1971, frutto di tre successi e 73 punti iridati. Nello stesso anno tornò nella 500 con la Ducati per poi correre più stabilmente in top class con la MV Agusta, che lo ingaggiò come gregario di Giacomo Agostini, ruolo che Read rifiutò: nacque così il grande attrito tra i due campioni.
Nel 1973 fu campione del mondo nella classe 500 con tre successi (in Germania, Paesi Bassi e Svezia) e 69 punti raggranellati nella classifica finale. L'entusiasmante trionfo fu bissato anche nella stagione seguente ma non nel 1975, annata in cui nonostante i primi posti ottenuti nel Gran Premio del Belgio e nel Gran Premio di Cecoslovacchia fu distante dal grande "Ago" di soli otto punti (84 l'italiano, 76 l'inglese).
Nel 1976 corse ancora nella mezzo litro con la Suzuki, disputando tuttavia solo i primi tre Gran Premi in cui ottenne un secondo posto, un terzo posto e un ritiro. Nel 1977 passò alla Honda, con cui vinse alla guida di una motocicletta di grossa cilindrata il Campionato del Mondo TT-F1: per questo successo non mancarono le polemiche contro la direzione di gara, che interruppe la competizione dopo quattro dei cinque giri previsti per colpa delle condizioni meteorologiche in peggioramento, quando proprio Phil Read era passato al comando dopo che alla fine del terzo giro Roger Nicholls si era fermato ai box per rifornire di benzina la sua Ducati mentre aveva un vantaggio sullo stesso Read di ben 22 secondi. In quella stessa edizione del TT ottenne anche la vittoria del Senior TT e la frattura di una clavicola durante le prove del Classic TT nel tentativo di fare una clamorosa tripletta. L'ultima gara disputata da Read fu il TT 1982 all'età di 43 anni, poi si ritirò dall'agonismo: chiuse la carriera con 145 Gran Premi disputati di cui 52 vinti e 121 finiti sul podio.
Phil Read è morto il 6 ottobre 2022 all'età di 83 anni.

## Risultati nel motomondiale

### Classe 125
| 1961 | Classe | Moto |   |   |   |     |   |     |   |   |   |   |   |  |  | Punti | Pos. |
| ---- | ------ | ---- | - | - | - | --- | - | --- | - | - | - | - | - |  |  | ----- | ---- |
| 1961 | 125    | EMC  | - | - | - | Rit | 4 | Rit | - | - | - | - | - |  |  | 3     | 12º  |

| 1964 | Classe | Moto   |   |   |   |   |   |    |   |   |   |   |   |   |  | Punti | Pos. |
| ---- | ------ | ------ | - | - | - | - | - | -- | - | - | - | - | - | - |  | ----- | ---- |
| 1964 | 125    | Yamaha | - | - | - | - | 2 | NE | - | - | - | - | - | - |  | 6     | 8º   |

| 1965 | Classe | Moto   |   |   |   |   |   |   |    |   |   |   |   |   |   | Punti | Pos. |
| ---- | ------ | ------ | - | - | - | - | - | - | -- | - | - | - | - | - | - | ----- | ---- |
| 1965 | 125    | Yamaha | - | - | - | - | 1 | - | NE | - | - | - | - | - | - | 8     | 10º  |

| 1966 | Classe | Moto   |   |   |    |   |    |   |   |   |   |   |   |   |  | Punti | Pos. |
| ---- | ------ | ------ | - | - | -- | - | -- | - | - | - | - | - | - | - |  | ----- | ---- |
| 1966 | 125    | Yamaha | 4 | 3 | NE | 3 | NE | 4 | - | 1 | 3 | 2 | 4 | 5 |  | 29    | 4º   |

| 1967 | Classe | Moto   |   |     |   |   |   |    |   |     |   |   |   |   |     | Punti | Pos. |
| ---- | ------ | ------ | - | --- | - | - | - | -- | - | --- | - | - | - | - | --- | ----- | ---- |
| 1967 | 125    | Yamaha | 2 | Rit | 2 | 1 | 1 | NE | 2 | Rit | - | 2 | - | - | Rit | 40    | 2º   |

| 1968 | Classe | Moto   |   |     |   |   |    |   |   |   |   |   |  |  |  | Punti | Pos. |
| ---- | ------ | ------ | - | --- | - | - | -- | - | - | - | - | - |  |  |  | ----- | ---- |
| 1968 | 125    | Yamaha | 1 | Rit | 1 | 1 | NE | 1 | 1 | 1 | 2 | 2 |  |  |  | 40    | 1º   |

| Legenda | 1º posto        | 2º posto            | 3º posto            | A punti      | Senza punti        | Grassetto – Pole position Corsivo – Giro più veloce |
| Legenda | Gara non valida | Non qual./Non part. | Ritirato/Non class. | Squalificato | '-' Dato non disp. | Grassetto – Pole position Corsivo – Giro più veloce |

### Classe 250
| 1963 | Classe | Moto   |   |   |    |  |   |   |   |   |    |   |   |   |  | Punti | Pos. |
| ---- | ------ | ------ | - | - | -- |  | - | - | - | - | -- | - | - | - |  | ----- | ---- |
| 1963 | 250    | Yamaha | - | - | NE |  | - | - | - | - | NE | - | - | 3 |  | 4     | 11º  |

| 1964 | Classe | Moto   |     |   |   |     |   |     |   |   |   |    |   |   |  | Punti | Pos. |
| ---- | ------ | ------ | --- | - | - | --- | - | --- | - | - | - | -- | - | - |  | ----- | ---- |
| 1964 | 250    | Yamaha | Rit | 3 | 1 | Rit | 2 | Rit | 1 | 1 | 1 | NE | 1 | - |  | 46    | 1º   |

| 1965 | Classe | Moto   |   |   |   |   |     |   |   |   |   |   |  |   |   | Punti | Pos. |
| ---- | ------ | ------ | - | - | - | - | --- | - | - | - | - | - |  | - | - | ----- | ---- |
| 1965 | 250    | Yamaha | 1 | 1 | 1 | 1 | Rit | 1 | 2 | 2 | 1 | 1 |  | 7 | - | 56    | 1º   |

| 1966 | Classe | Moto   |     |     |   |   |   |   |   |   |     |     |   |   |  | Punti | Pos. |
| ---- | ------ | ------ | --- | --- | - | - | - | - | - | - | --- | --- | - | - |  | ----- | ---- |
| 1966 | 250    | Yamaha | Rit | Rit | 3 | 2 | 2 | 2 | 2 | - | Rit | Rit | - | 2 |  | 34    | 2º   |

| 1967 | Classe | Moto   |   |   |   |   |     |     |   |   |     |     |   |   |     | Punti | Pos. |
| ---- | ------ | ------ | - | - | - | - | --- | --- | - | - | --- | --- | - | - | --- | ----- | ---- |
| 1967 | 250    | Yamaha | 1 | 2 | 2 | 2 | Rit | Rit | 1 | 1 | Rit | Rit | 1 | 2 | Rit | 50    | 2º   |

| 1968 | Classe | Moto   |     |   |     |   |   |   |   |   |     |   |  |  |  | Punti | Pos. |
| ---- | ------ | ------ | --- | - | --- | - | - | - | - | - | --- | - |  |  |  | ----- | ---- |
| 1968 | 250    | Yamaha | Rit | 1 | Rit | 2 | 1 | 2 | 1 | 1 | Rit | 1 |  |  |  | 46    | 1º   |

| 1969 | Classe | Moto             |   |   |   |   |   |   |   |   |   |   |   |   |  | Punti | Pos. |
| ---- | ------ | ---------------- | - | - | - | - | - | - | - | - | - | - | - | - |  | ----- | ---- |
| 1969 | 250    | Benelli e Yamaha | - | - | - | - | - | - | - | - | - | - | 1 | - |  | 15    | 13º  |

| 1970 | Classe | Moto   |   |   |   |   |   |   |   |   |   |   |   |   |  | Punti | Pos. |
| ---- | ------ | ------ | - | - | - | - | - | - | - | - | - | - | - | - |  | ----- | ---- |
| 1970 | 250    | Yamaha | - | - | - | - | 2 | - | - | - | - | - | 3 | - |  | 22    | 12º  |

| 1971 | Classe | Moto   |     |   |   |   |     |   |  |  |    |     |   |   |  | Punti | Pos. |
| ---- | ------ | ------ | --- | - | - | - | --- | - |  |  | -- | --- | - | - |  | ----- | ---- |
| 1971 | 250    | Yamaha | Rit | 1 | 1 | 1 | Rit | 3 |  |  | 10 | Rit | 6 | 2 |  | 73    | 1º   |

| 1972 | Classe | Moto   |  |   |  |     |   |   |   |   |     |   |   |   |   | Punti | Pos. |
| ---- | ------ | ------ |  | - |  | --- | - | - | - | - | --- | - | - | - | - | ----- | ---- |
| 1972 | 250    | Yamaha |  | 1 |  | Rit | 1 | - | 4 | 3 | Rit | 3 | - | - | - | 58    | 4º   |

| Legenda | 1º posto        | 2º posto            | 3º posto            | A punti      | Senza punti        | Grassetto – Pole position Corsivo – Giro più veloce |
| Legenda | Gara non valida | Non qual./Non part. | Ritirato/Non class. | Squalificato | '-' Dato non disp. | Grassetto – Pole position Corsivo – Giro più veloce |

### Classe 350
| 1961 | Classe | Moto   |    |   |    |   |   |    |   |   |   |   |    |  |  | Punti | Pos. |
| ---- | ------ | ------ | -- | - | -- | - | - | -- | - | - | - | - | -- |  |  | ----- | ---- |
| 1961 | 350    | Norton | NE | - | NE | 1 | 5 | NE | - | 4 | - | - | NE |  |  | 13    | 4º   |

| 1962 | Classe | Moto   |    |    |   |   |    |    |   |   |   |   |    |  |  | Punti | Pos. |
| ---- | ------ | ------ | -- | -- | - | - | -- | -- | - | - | - | - | -- |  |  | ----- | ---- |
| 1962 | 350    | Norton | NE | NE | - | 6 | NE | NE | - | - | - | - | NE |  |  | 1     | 14º  |

| 1963 | Classe | Moto   |    |   |    |     |   |    |   |   |   |   |    |    |  | Punti | Pos. |
| ---- | ------ | ------ | -- | - | -- | --- | - | -- | - | - | - | - | -- | -- |  | ----- | ---- |
| 1963 | 350    | Gilera | NE | 3 | NE | Rit | - | NE | - | - | - | - | NE | NE |  | 4     | 11º  |

| 1964 | Classe | Moto |    |    |    |   |   |    |   |   |   |   |   |   |  | Punti | Pos. |
| ---- | ------ | ---- | -- | -- | -- | - | - | -- | - | - | - | - | - | - |  | ----- | ---- |
| 1964 | 350    | AJS  | NE | NE | NE | 2 | - | NE | - | - | - | - | - | - |  | 6     | 6º   |

| 1965 | Classe | Moto   |    |   |    |    |   |   |    |   |   |   |   |   |   | Punti | Pos. |
| ---- | ------ | ------ | -- | - | -- | -- | - | - | -- | - | - | - | - | - | - | ----- | ---- |
| 1965 | 350    | Yamaha | NE | - | NE | NE | 2 | - | NE | - | - | - | - | - | - | 6     | 9º   |

| 1966 | Classe | Moto   |    |   |   |   |    |   |   |   |   |   |   |   |  | Punti | Pos. |
| ---- | ------ | ------ | -- | - | - | - | -- | - | - | - | - | - | - | - |  | ----- | ---- |
| 1966 | 350    | Yamaha | NE | - | - | - | NE | - | - | - | - | - | - | 1 |  | 8     | 8º   |

| 1969 | Classe | Moto   |   |   |    |   |   |    |   |   |   |   |   |   |  | Punti | Pos. |
| ---- | ------ | ------ | - | - | -- | - | - | -- | - | - | - | - | - | - |  | ----- | ---- |
| 1969 | 350    | Yamaha | - | - | NE | - | - | NE | - | - | - | - | 1 | - |  | 15    | 13º  |

| 1970 | Classe | Moto   |   |    |   |   |   |    |   |   |   |   |   |   |  | Punti | Pos. |
| ---- | ------ | ------ | - | -- | - | - | - | -- | - | - | - | - | - | - |  | ----- | ---- |
| 1970 | 350    | Yamaha | - | NE | - | - | 3 | NE | - | - | - | - | - | - |  | 10    | 17º  |

| 1971 | Classe | Moto   |   |     |     |   |    |   |   |   |     |   |   |   |  | Punti | Pos. |
| ---- | ------ | ------ | - | --- | --- | - | -- | - | - | - | --- | - | - | - |  | ----- | ---- |
| 1971 | 350    | Yamaha | - | Rit | Rit | 2 | NE | - | - | - | Rit | - | - | - |  | 12    | 16º  |

| 1972 | Classe | Moto      |   |   |   |   |   |   |   |    |   |   |   |   |   | Punti | Pos. |
| ---- | ------ | --------- | - | - | - | - | - | - | - | -- | - | - | - | - | - | ----- | ---- |
| 1972 | 350    | MV Agusta | - | - | - | 4 | - | 3 | 5 | NE | 1 | - | 2 | - | - | 51    | 5º   |

| 1973 | Classe | Moto      |   |   |     |     |   |   |   |    |   |   |   |   |  | Punti | Pos. |
| ---- | ------ | --------- | - | - | --- | --- | - | - | - | -- | - | - | - | - |  | ----- | ---- |
| 1973 | 350    | MV Agusta | 2 | - | Rit | Rit | - | - | 2 | NE | 3 | 3 | 2 | - |  | 56    | 3º   |

| 1974 | Classe | Moto      |   |   |     |   |   |   |    |   |   |    |   |   |  | Punti | Pos. |
| ---- | ------ | --------- | - | - | --- | - | - | - | -- | - | - | -- | - | - |  | ----- | ---- |
| 1974 | 350    | MV Agusta | - | - | Rit | - | - | - | NE | - | - | NE | - | - |  | 0     |      |

| Legenda | 1º posto        | 2º posto            | 3º posto            | A punti      | Senza punti        | Grassetto – Pole position Corsivo – Giro più veloce |
| Legenda | Gara non valida | Non qual./Non part. | Ritirato/Non class. | Squalificato | '-' Dato non disp. | Grassetto – Pole position Corsivo – Giro più veloce |

### Classe 500
| 1961 | Classe | Moto   |    |   |   |   |   |   |   |   |   |   |   |  |  | Punti | Pos. |
| ---- | ------ | ------ | -- | - | - | - | - | - | - | - | - | - | - |  |  | ----- | ---- |
| 1961 | 500    | Norton | NE | - | - | - | 4 | - | - | - | - | - | - |  |  | 3     | 15º  |

| 1962 | Classe | Moto   |    |    |   |   |   |    |   |   |   |   |   |  |  | Punti | Pos. |
| ---- | ------ | ------ | -- | -- | - | - | - | -- | - | - | - | - | - |  |  | ----- | ---- |
| 1962 | 500    | Norton | NE | NE | - | 3 | - | NE | 3 | - | 4 | - | - |  |  | 11    | 3º   |

| 1963 | Classe | Moto   |    |    |    |   |   |   |   |   |   |   |   |    |  | Punti | Pos. |
| ---- | ------ | ------ | -- | -- | -- | - | - | - | - | - | - | - | - | -- |  | ----- | ---- |
| 1963 | 500    | Gilera | NE | NE | NE | 3 | 2 | 2 | - | - | - | - | - | NE |  | 16    | 4º   |

| 1964 | Classe | Moto               |   |    |    |   |   |   |   |   |   |   |   |    |  | Punti | Pos. |
| ---- | ------ | ------------------ | - | -- | -- | - | - | - | - | - | - | - | - | -- |  | ----- | ---- |
| 1964 | 500    | Matchless e Norton | 2 | NE | NE | - | 6 | 2 | 3 | - | 1 | - | - | NE |  | 25    | 3º   |

| 1971 | Classe | Moto   |   |   |   |   |   |   |    |   |   |   |   |   |  | Punti | Pos. |
| ---- | ------ | ------ | - | - | - | - | - | - | -- | - | - | - | - | - |  | ----- | ---- |
| 1971 | 500    | Ducati | - | - | - | - | - | - | NE | - | - | - | 4 | - |  | 8     | 18º  |

| 1973 | Classe | Moto      |   |   |   |    |   |    |   |   |   |   |   |   |  | Punti | Pos. |
| ---- | ------ | --------- | - | - | - | -- | - | -- | - | - | - | - | - | - |  | ----- | ---- |
| 1973 | 500    | MV Agusta | 2 | - | 1 | NE | - | NP | 1 | 2 | 2 | 1 | 2 | 1 |  | 84    | 1º   |

| 1974 | Classe | Moto      |   |   |   |   |   |   |   |   |   |   |    |    |  | Punti | Pos. |
| ---- | ------ | --------- | - | - | - | - | - | - | - | - | - | - | -- | -- |  | ----- | ---- |
| 1974 | 500    | MV Agusta | 1 | - | - | 3 | - | 3 | 1 | 2 | 1 | 1 | NE | NE |  | 82    | 1º   |

| 1975 | Classe | Moto      |   |    |   |   |   |   |   |   |   |   |   |    |  | Punti | Pos. |
| ---- | ------ | --------- | - | -- | - | - | - | - | - | - | - | - | - | -- |  | ----- | ---- |
| 1975 | 500    | MV Agusta | 3 | NE | 3 | 2 | 2 | - | 3 | 1 | 2 | - | 1 | NE |  | 76    | 2º   |

| 1976 | Classe | Moto   |     |   |   |    |   |   |   |   |   |   |   |    |  | Punti | Pos. |
| ---- | ------ | ------ | --- | - | - | -- | - | - | - | - | - | - | - | -- |  | ----- | ---- |
| 1976 | 500    | Suzuki | Rit | 3 | 2 | NE | - | - | - | - | - | - | - | NE |  | 22    | 10º  |

| Legenda | 1º posto        | 2º posto            | 3º posto            | A punti      | Senza punti        | Grassetto – Pole position Corsivo – Giro più veloce |
| Legenda | Gara non valida | Non qual./Non part. | Ritirato/Non class. | Squalificato | '-' Dato non disp. | Grassetto – Pole position Corsivo – Giro più veloce |